# The Mercy
The Mercy je britský životopisný dramatický film z roku 2018. Natočil jej režisér James Marsh podle scénáře Scotta Z. Burnse. Pojednává o amatérském námořníkovi Donaldu Crowhurstovi. Toho ve snímku hraje Colin Firth, jeho manželku Rachel Weisz. Dále zde hrají David Thewlis, Ken Stott a další. Na vývoji filmu se podílely společnosti StudioCanal, Blueprint Pictures a BBC Films. Snímek produkovali Graham Broadbent, Scott Z. Burns, Peter Czernin, Nicolas Mauvernay a Jacques Perrin. Jeho natáčení bylo zahájeno v květnu 2015 ve Spojeném království. Koncem července toho roku se natáčení přesunulo na Maltu.

## Obsazení
| Colin Firth     | Donald Crowhurst |
| Rachel Weisz    | Clare Crowhurst  |
| David Thewlis   | Rodney Hallworth |
| Ken Stott       | Stanley Best     |
| Jonathan Bailey | Wheeler          |
| Adrian Schiller | Elliot           |
| Oliver Maltman  | Dennis Herbstein |
| Kit Connor      | Roger Crowhurst  |
| Eleanor Stagg   | Rachel Crowhurst |
| Geoff Bladon    | Arthur Bladon    |